# Fiat Coupé
Fiat Coupé (tržišni naziv Coupé Fiat, tvornički naziv Tipo 175) kompaktan je sportski automobil talijanskog proizvođača automobila Fiat koji se proizvodio od siječnja 1994. do prosinca 2000. godine. 
Automobil je baziran na kompaktnoj limuzini Fiat Tipo. Njegov je vanjski dizajn dizajnirao Chris Bangle, a unutarnji je dizajn dizajnirala Pininfarina. Automobil se izrađivao u Pininfarina tvornici nakon propalog automobila Cadillac Alicante. Pininfarina je ponudila FIAT-u dizajn vanjskog i unutarnjeg dijela automobila, no u FIAT-u su odlučili dodijeliti posao vanjskog dizajna Chrisu Bangleu. Pininfarinino dizajnersko rješenje postalo je uzor mnogim drugim automobilskim kompanijama. Tvrtka Peugeot je iskoristila sličan dizajn za svoj model 406 Coupe.
Fiat je ugasio proizvodnju Coupéa u rujnu 2000. godine.
Nakon ukidanja proizvodnje, Coupe-i su se koristili u sportskim aktivnostima jer su bili najbolji i najjeftiniji izbor u to vrijeme. Mnogi su Coupéi razbijeni ili uništeni. Vjeruje se da je samo 3/7 svih proizvedenih Coupéa ostalo na cestama. Oni koji su ostali na cestama čuvaju se kao budući klasici.

## Modeli
Od 1993. (početak produkcije) do 1995. nudile su se dvije opcije motora:
- 2.0 16v sa 139 konjskih snaga (Motor iz Lancije)
- 2.0 16v turbo sa 190 konjskih snaga (Motor iz Lancije Delte Integrale)

Coupe-a su krasili naplatci od 15 cola za atmosferski motor i 16 cola za turbo model.
Coupe 16v Turbo  mogao je dostići 0-100 za 7.5 sekundi i imao je viscodrive diferencijal koji mu je pomogao u zavojima.
Od 1996. Fiat je izbacio 2.0 16v motore i zamijenio ih 1.8 16v i 2.0 20v motorima
- 1.8 16v sa 131 konjskom snagom (0-100 za 9.2 sekunde) (Motor iz Fiat Barchette)

- 2.0 20v sa 147 i poslije 154 konjske snage (0-100 za 8.3 sekunde) (Motor iz Lancije)

- 2.0 20v Turbo sa 220 konjskih snaga (0-100 za 6.3 sekunde) (Motor iz Lancije)

Ovi su novi motori popraćeni novim analognim satovima (umjesto digitalnih), novom kožom na vratima, nova prednja maska, novi volan, novi naplatci, itd.
2.0 20v Turbo model bio je vrlo kontroverzan jer je tada Fiat Coupe ušao u "Supercar" ligu i konkurirao Porscheima, Ferrarijima i Alfa Romeima tih vremena.Svi su coupe-i imali prednji pogon.
Bilo je puno specijalnih izvedbi Fiat Coupe-a, najviše s 20VT motorom.
Oni su:
- 2.0 20v Turbo Plus (preko 3000 komada napravljeno)

- 2.0 20v Turbo Limited Edition (preko 1400 komada napravljeno)

- 1.8 16v Special Edition (preko 1000 Komada napravljeno)

- 2.0 16v Turbo plus (preko 8000 komada napravljeno)

- 2.0 16v Plus (preko 6000 komada napravljeno)

2.0 20v Turbo Plus model imao je nove naplatke, mjenjač sa 6 brzina, recaro sjedala, paljenje na gumb, nove bijele ploče na svim uricama, brembo kočnice, itd...
2.0 2.0v Turbo Limited Edition imao je obične 16 colne naplatke i sve ostalo isto kao i na Plus modelu ali je imao crvene detalje na volanu, sjedalima koža na vratima su bila crvene boje, crne urice umjesto bijelih, itd. Jedan od prvih vlasnika Fiat Coupe Limited Editiona bio je Michael Schumacher koji je imao crveni Limited Edition.
Fiat je proglasio da 2.0 20v Turbo Plus i Limited Edition mogu doseći brzinu od 250 Km/h, ali je u stvarnosti mogao dostići 270 km/h ili više.
Fiat Coupe 1.8 16v Special Edition bila je zadnja verzija Coupea koja se proizvodila (2000.). Ova je varijanta imala motor od 1,8 L s bijelim uricama i novim, školjkastim sjedalima.